# Панченко, Владислав Яковлевич
Владисла́в Я́ковлевич Па́нченко (род.15 сентября 1947, Барановичи Барановичской области) — советский и российский учёный в области лазерно-информационных технологий, научного приборостроения, нелинейной оптики и медицинской физики, доктор физико-математических наук, профессор, академик РАН (2008). Председатель Высшей аттестационной комиссии Российской Федерации, научный руководитель Института проблем лазерных и информационных технологий РАН (ИПЛИТ РАН).

## Биография
В 1971 году окончил физический факультет МГУ им. М. В. Ломоносова, в 1974 году — аспирантуру там же.
В 1975 году на физфаке МГУ защитил кандидатскую диссертацию «Кинетика диссоциации молекул газа при возбуждении колебаний лазерным излучением», а в 1990 году — докторскую диссертацию «Нелинейное поглощение мощного ИК лазерного излучения и релаксация энергии в колебательно-возбужденных газах».
С 1985 года работает в ИПЛИТ РАН в должностях заведующего отделом, отделением, заместителя директора по науке. С 1992 по 2016 год — директор, в настоящее время является научным руководителем.
В 1994 году присвоено учёное звание профессора. 26 мая 2000 года избран членом-корреспондентом РАН по Отделению информатики, вычислительной техники и автоматизации (информационные технологии и телекоммуникации).
С 2006 года — директор института молекулярной физики РНЦ «Курчатовский институт» (параллельно с работой в ИПЛИТ).
28 мая 2008 года избран академиком РАН по специальности «наноэлектроника и оптоинформационные технологии».
В 2008 году назначен председателем совета РФФИ. В 2010 году стал членом консультативного научного совета фонда «Сколково».
С 2019 года — и. о. заместителя академика-секретаря и руководителя секции нанотехнологий ОНИТ РАН. Председатель Научного совета РАН «Фундаментальные проблемы наноструктур и нанотехнологий» (с 2021).
В. Я. Панченко руководит кафедрой медицинской физики на физическом факультете МГУ им. М. В. Ломоносова, где разработал и читает курсы лекций по фундаментальным основам лазерной технологии и медицинской физики.
С 13 июня 2024 года - председатель Высшей аттестационной комиссии.

### Выборы президента Российской академии наук
В марте 2017 года претендовал на пост президента Российской академии наук. Однако непосредственно перед выборами снял свою кандидатуру (так же поступили и два остальных претендента — В. Е. Фортов и А. А. Макаров), и выборы были отложены до осени. Все три кандидата согласились, что необходимо устранение несовершенств устава РАН в части регламентации процедуры выборов президента.
В конце апреля 2017 года Бюро Отделения нанотехнологий РАН выдвинуло Панченко в качестве своего кандидата уже на сентябрьских выборах президента Академии. Он прошёл предписываемую новыми правилами процедуру согласования в правительстве РФ. В период март—сентябрь, рассуждая о шансах В. Я. Панченко, учёные высказывали полярные мнения: от точки зрения, что он «близок к администрации президента [РФ] благодаря его отношениям с <…> Михаилом Ковальчуком» через Курчатовский институт и имеет «самые большие шансы на победу», до весьма низкой оценки шансов и осуждения за повторное выдвижение.
По итогам первого тура выборов 26 сентября, к которым всего было допущено пять академиков, занял четвёртое место с 204 голосами из 1596 и во второй тур не вышел. Русская служба BBC охарактеризовала этот результат и избрание президентом РАН А. М. Сергеева как «Ковальчуки проиграли». Тем не менее В. Я. Панченко с 2017 года избран в новый состав Президиума РАН.

### Семья
- Сын — предприниматель Яков Панченко, совладелец фирмы «Дебрусс»[13].
- Невестка — Ольга Панченко, дочь предпринимателя Владимира Владимировича Алёшина[14].

## Научная деятельность
В. Я. Панченко — специалист в области лазерной физики, нелинейной оптики, лазерно-информационных технологий, нанотехнологий и медицинской физики. Им выполнены пионерские работы в области физики взаимодействия лазерного излучения с веществом, созданы новые лазерные информационные и технологические системы, в том числе для применения в медицине. Под его руководством созданы уникальные системы дистанционного изготовления индивидуальных имплантатов и биомоделей по томографическим данным предоперационного обследования пациентов, передаваемых по скоростной сети Интернет в центр быстрого прототипирования, а также оригинальные лазерные системы быстрого прототипирования: установки стереолитографии, селективного спекания микро- и нанопорошков, очистки в сверхкритических жидкостях.
Разработанные с участием В. Я. Панченко технологии предоперационного биомоделирования внедрены в нейрохирургию, онкологию, реконструктивную хирургию. Предварительное планирование операций с использованием пластиковых биомоделей обеспечивает значительное сокращение времени и улучшение результатов лечения в онкологии, нейрохирургии, челюстно-лицевой, реконструктивной хирургии и других областях, открыло новые возможности в детской хирургии.
Группой, руководимой В. Я. Панченко, создано новое поколение интеллектуальных лазерных хирургических систем, которые способны в реальном времени определять вид удаляемой биоткани и границы оперируемой области. Эти системы предоставляют принципиально новые возможности для проведения малотравматичных и органосохранных операций.
В. Я. Панченко опубликовал 627 научных работ;  индекс Хирша — 23 (данные РИНЦ на июнь 2024 года).
Под руководством В. Я. Панченко подготовлено 7 докторов и 11 кандидатов наук.

## Награды и почётные звания

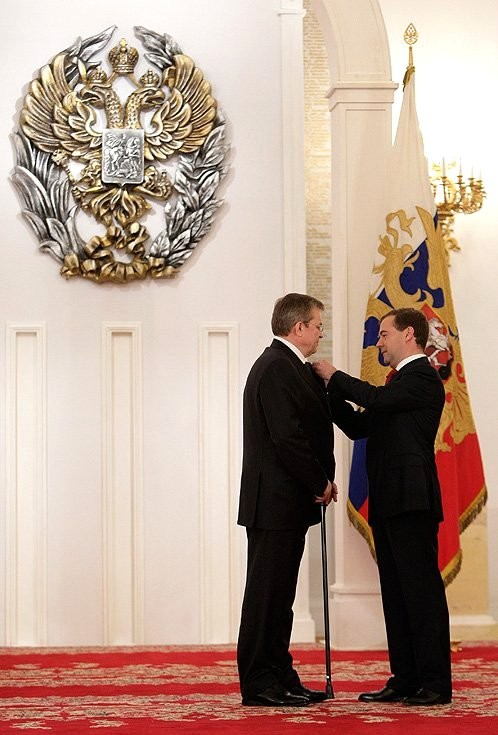
Торжественное вручение Государственной премии за 2009 год Президентом РФ Дмитрием Медведевым

- Заслуженный деятель науки Российской Федерации (1997)
- Почетный член (Fellow) Международного общества по оптической технике SPIE (2002).
- Лауреат премии Правительства РФ в области науки и техники (2004)
- Орден Дружбы (26 мая 2008) — за достигнутые трудовые успехи и многолетнюю плодотворную работу
- Лауреат Государственной премии Российской Федерации за 2009 год[15]
- Обладатель награды губернатора Московской области «За полезное» (2012)
- Кавалер ордена Почётного легиона (2014, Франция)[16][17]
- Орден «За заслуги перед Отечеством» IV степени (1 февраля 2018) — за большой вклад в развитие науки и многолетнюю добросовестную работу[18]
- Благодарность Главы Республики Дагестан (1 мая 2023) — за большой вклад в развитие науки и многолетнюю добросовестную работу
- Орден «За заслуги перед Отечеством» III степени (5 февраля 2024) — за большой вклад в развитие отечественной науки, многолетнюю плодотворную деятельность и в связи с 300-летием со дня основания Российской академии наук[19]